# César Barja
César Barja (* 1. Oktober 1890 in Guitiriz, Provinz Lugo; † 17. Juni 1951 in Los Angeles) war ein US-amerikanischer Romanist und Hispanist  spanischer Herkunft.

## Leben
Barja wuchs in Galicien auf und studierte Jura in Santiago de Compostela, Leipzig (1912–1914) und Madrid (Abschluss 1915). Von 1916 bis 1917 setzte er das in Leipzig begonnene Philologiestudium an der Harvard University fort und wurde 1917 Instructor für Spanisch am Connecticut College. Dann war er Instructor an der  University of Michigan in Ann Arbor (1920–1921),  Assistant Professor am Smith College (1921–1924) und ab 1925 Lecturer an der University of California at Los Angeles. Dort wurde er 1927 Associate Professor und war von 1930  bis zu seinem Tod Full Professor für Spanisch. 1931 erlangte er die US-amerikanische Staatsangehörigkeit.

Barja gab von 1934 bis 1937 die Zeitschrift Modern Language Forum heraus. 1947 wurde er Korrespondierendes Mitglied der Real Academia Española.

## Werke
- Literatura española, 3 Bde.
  - Libros y autores clásicos, New York 1922, 4. Auflage 1964
  - Libros y autores modernos. Siglos XVIII y XIX, New York 1925, Los Angeles 1933
  - Libros y autores contemporáneos: Ganivet, Unamuno, Ortega y Gasset, Azorín, Baroja, Valle-Inclán, Antonio Machado, Pérez de Ayala, Madrid 1935, New York 1964
- En torno al lirismo gallego del siglo XIX, Northampton, Mass./ Paris 1926